# A Profesionalna Futbolna Grupa 2001-2002
L'edizione 2001-2002 della A Profesionalna Futbolna Grupa vide la vittoria finale del Levski Sofia.
La formula consisteva in una prima parte di stagione in cui le 14 squadre si incontravano tutte tra di loro in incontri di andata e ritorno. Poi la classifica divideva le squadre in due gruppi, ognuno dei quali prevedeva incontri di andata e ritorno fra tutte le partecipanti: le prime sei si affrontavano per il titolo e le posizioni di vertice, le ultime otto per la parte bassa della classifica e per non retrocedere. In entrambi i casi il punteggio finale era la somma della metà dei punti ottenuti nella prima fase (arrotondato per eccesso) più quelli della seconda.
Capocannoniere del torneo fu Vladimir Mančev del CSKA Sofia con 21 reti.

## Classifica prima parte
|    | Classifica         | G  | V  | N  | P  | GF | GS | DR  | Pti |
| -- | ------------------ | -- | -- | -- | -- | -- | -- | --- | --- |
| 1  | Levski Sofia       | 26 | 20 | 5  | 1  | 58 | 21 | +37 | 65  |
| 2  | Liteks Loveč       | 26 | 16 | 7  | 3  | 50 | 27 | +23 | 55  |
| 3  | Lokomotiv Plovdiv  | 26 | 16 | 5  | 5  | 42 | 23 | +19 | 53  |
| 4  | CSKA Sofia         | 26 | 15 | 7  | 4  | 48 | 17 | +31 | 52  |
| 5  | Nafteks Burgas     | 26 | 12 | 6  | 8  | 35 | 25 | +10 | 42  |
| 6  | Slavia Sofia       | 26 | 10 | 7  | 9  | 30 | 32 | -2  | 37  |
| 7  | Spartak Pleven     | 26 | 10 | 3  | 13 | 40 | 44 | -4  | 33  |
| 8  | Lokomotiv Sofia    | 26 | 7  | 8  | 11 | 33 | 32 | +1  | 29  |
| 9  | Spartak Varna      | 26 | 5  | 11 | 10 | 29 | 39 | -10 | 26  |
| 10 | Černomorec Burgas  | 26 | 7  | 5  | 14 | 24 | 54 | -30 | 26  |
| 11 | Marek Dupnica      | 26 | 6  | 6  | 14 | 22 | 42 | -20 | 24  |
| 12 | Černo More Varna   | 26 | 6  | 6  | 14 | 28 | 36 | -8  | 24  |
| 13 | Belasica Petrič    | 26 | 6  | 5  | 15 | 21 | 35 | -14 | 23  |
| 14 | Beroe Stara Zagora | 26 | 3  | 5  | 18 | 13 | 46 | -33 | 14  |

## Classifica finale prime sei
|   | Classifica        | G  | V  | N | P  | GF | GS | DR  | Pti |
| - | ----------------- | -- | -- | - | -- | -- | -- | --- | --- |
| 1 | Levski Sofia      | 36 | 27 | 7 | 2  | 77 | 27 | +50 | 56  |
| 2 | Liteks Loveč      | 36 | 23 | 8 | 5  | 66 | 34 | +32 | 50  |
| 3 | CSKA Sofia        | 36 | 19 | 7 | 10 | 60 | 29 | +31 | 38  |
| 4 | Lokomotiv Plovdiv | 36 | 18 | 6 | 12 | 48 | 41 | +7  | 34  |
| 5 | Slavia Sofia      | 36 | 14 | 8 | 14 | 42 | 48 | -6  | 32  |
| 6 | Nafteks Burgas    | 36 | 14 | 9 | 13 | 44 | 40 | +4  | 30  |

## Classifica finale ultime otto
|    | Classifica         | G  | V  | N  | P  | GF | GS | DR  | Pti |
| -- | ------------------ | -- | -- | -- | -- | -- | -- | --- | --- |
| 7  | Marek Dupnica      | 40 | 14 | 8  | 18 | 46 | 57 | -11 | 38  |
| 8  | Lokomotiv Sofia    | 40 | 14 | 9  | 17 | 49 | 48 | +1  | 37  |
| 9  | Spartak Varna      | 40 | 12 | 13 | 15 | 50 | 51 | -1  | 36  |
| 10 | Černomorec Burgas  | 40 | 13 | 9  | 18 | 41 | 69 | -28 | 35  |
| 11 | Černo More Varna   | 40 | 12 | 11 | 17 | 47 | 51 | -4  | 35  |
| 12 | Spartak Pleven     | 40 | 15 | 4  | 21 | 58 | 66 | -8  | 33  |
| 13 | Belasica Petrič    | 40 | 12 | 7  | 21 | 34 | 50 | -16 | 32  |
| 14 | Beroe Stara Zagora | 40 | 4  | 8  | 28 | 19 | 70 | -51 | 13  |

## Verdetti
- Levski Sofia Campione di Bulgaria 2001-2002.
- Levski Sofia ammesso al secondo turno preliminare della UEFA Champions League 2002-2003.
- Liteks Loveč ammesso alla Coppa UEFA 2002-2003
- CSKA Sofia ammesso al turno di qualificazione della Coppa UEFA 2002-2003
- Marek Dupnica ammesso alla Coppa Intertoto 2002
- Spartak Pleven, Belasica Petrič e Beroe Stara Zagora retrocesse.